# 牛頓鎮區 (印地安納州傑斯帕縣)
牛頓鎮區（英語：Newton Township）是位於美國印地安納州傑斯帕縣的一個行政鎮區。

## 地方資料
根據2010年美國人口普查的數據，牛頓鎮區的面積為89.00平方千米，當中陸地面積為89.00平方千米，而水域面積為0.00平方千米。當地共有人口811人，而人口密度為每平方千米9.11人。